# 알레한드로 로드리게스 데 미겔
알레한드로 로드리게스 데 미겔(스페인어: Alejandro Rodríguez de Miguel, 1991년 7월 30일, 바르셀로나 ~ )는 현재 만토바 1911에서 뛰는 스페인의 축구 선수이다.

## 축구 경력
카탈루냐 바르셀로나에서 태어난 로드리게스는 고향팀 RCD 에스파뇰에서 축구 생활을 시작했다. 2010년 여름에 이탈리아의 축구팀 AC 체세나에 입단했고, 2010년 11월 7일에 열린 1-3으로 패배한 유벤투스와의 세리에 A 경기에서 후반에 13분을 뛰며 1군팀 첫 경기를 치렀다. 하지만, 그는 그 시즌 남은 경기를 대부분 리저브 선수로서 보냈다.
2011년 7월에 그는 파비아로 장기 임대를 떠났다. 파비아에서 정기적 출전을 한후 체세나로 복귀했고, 2012년 10월 30일에 스타디오 디노 마누치에서 열린 US 그로세토와의 경기에서 추가 시간에 체세나에서 첫 득점을 해내며 팀의 3-2 승리를 이끌었다. 2012-13 시즌에 프란체스코 우르소 때문에 생겨난 1군팀의 등번호 30번을 받았다. 2013년에 잔루카 라파둘라 때문에 생겨난 등번호 9번을 수여받았다.